# Merboltice
Merboltice (in tedesco Mertendorf) è un comune della Repubblica Ceca facente parte del distretto di Děčín, nella regione di Ústí nad Labem.